# David Gordon Green
David Gordon Green (ur. 9 kwietnia 1975 w Little Rock) – amerykański reżyser, scenarzysta i producent filmowy i telewizyjny. Laureat Srebrnego Niedźwiedzia dla najlepszego reżysera na 63. MFF w Berlinie za film Droga przez Teksas (2013).